# 龍鼓洲
龍鼓洲（英語：Lung Kwu Chau，在英屬香港早期曾被翻譯成英語Tung Koo、Tung Koo、Toon Oo及Toon-quoo，因而在一些中文的翻譯本中，又曾被翻譯為銅鼓洲），是香港的一個島嶼，位於新界屯門區龍鼓灘以西，與深圳市的內伶仃島遙遙相對。該島連同附近的沙洲及白洲等島嶼，已被劃定為具特殊科學價值地點及沙洲及龍鼓洲海岸公園。

## 歷史
銅鼓洲在香港新石器時期（公元前4000-1500）已經有人類活動，屬於大灣文化的遺址之一。雖然面積只有0.38平方公里，但發現石器、彩陶、夾砂陶、白陶。研究者認為，其島嶼上僅在八月、九月有溪澗提供食水，其他月份要從島外自帶食水，因而推斷銅鼓洲是季節性聚居地。

## 區議會議席分佈
龍鼓洲沒有任何居民，故只會劃入陸上龍鼓灘路沿線的選區。
| 年度/範圍  | 2000-2003 | 2004-2007 | 2008-2011 | 2012-2015 | 2016-2019 | 2020-2023 |
| ---------- | --------- | --------- | --------- | --------- | --------- | --------- |
| 龍鼓洲全島 | 龍門選區  | 樂翠選區  | 樂翠選區  | 樂翠選區  | 樂翠選區  | 樂翠選區  |

註：以上主要範圍尚有其他細微調整（包括編號），請參閱有關區議會選舉選區分界地圖及條目。